# Corades fluminalis
Corades fluminalis är en fjärilsart som beskrevs av Butler 1870. Corades fluminalis ingår i släktet Corades och familjen praktfjärilar. Inga underarter finns listade i Catalogue of Life.